# あつた蓬莱軒

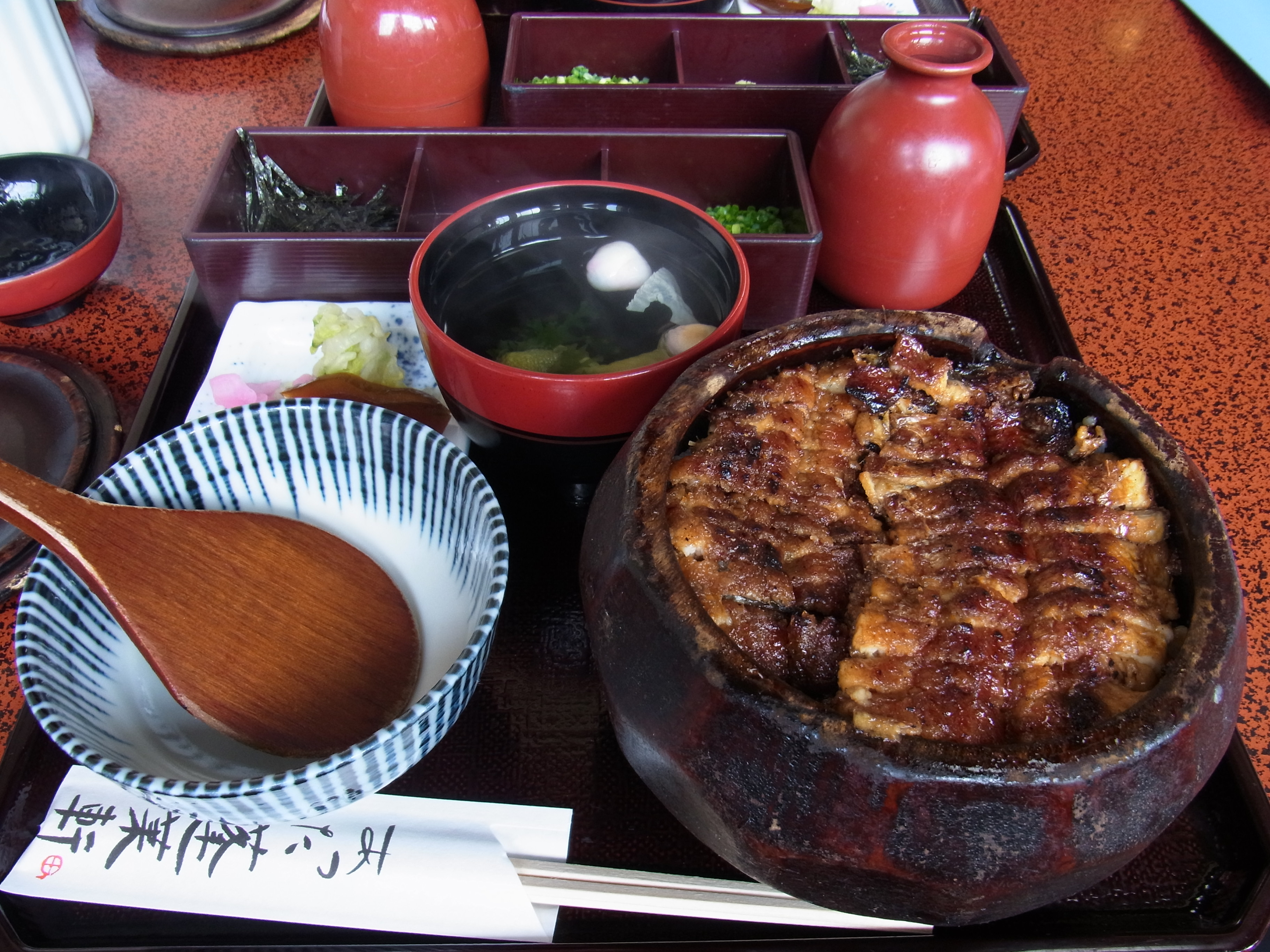
あつた蓬莱軒のひつまぶし（2011年7月）

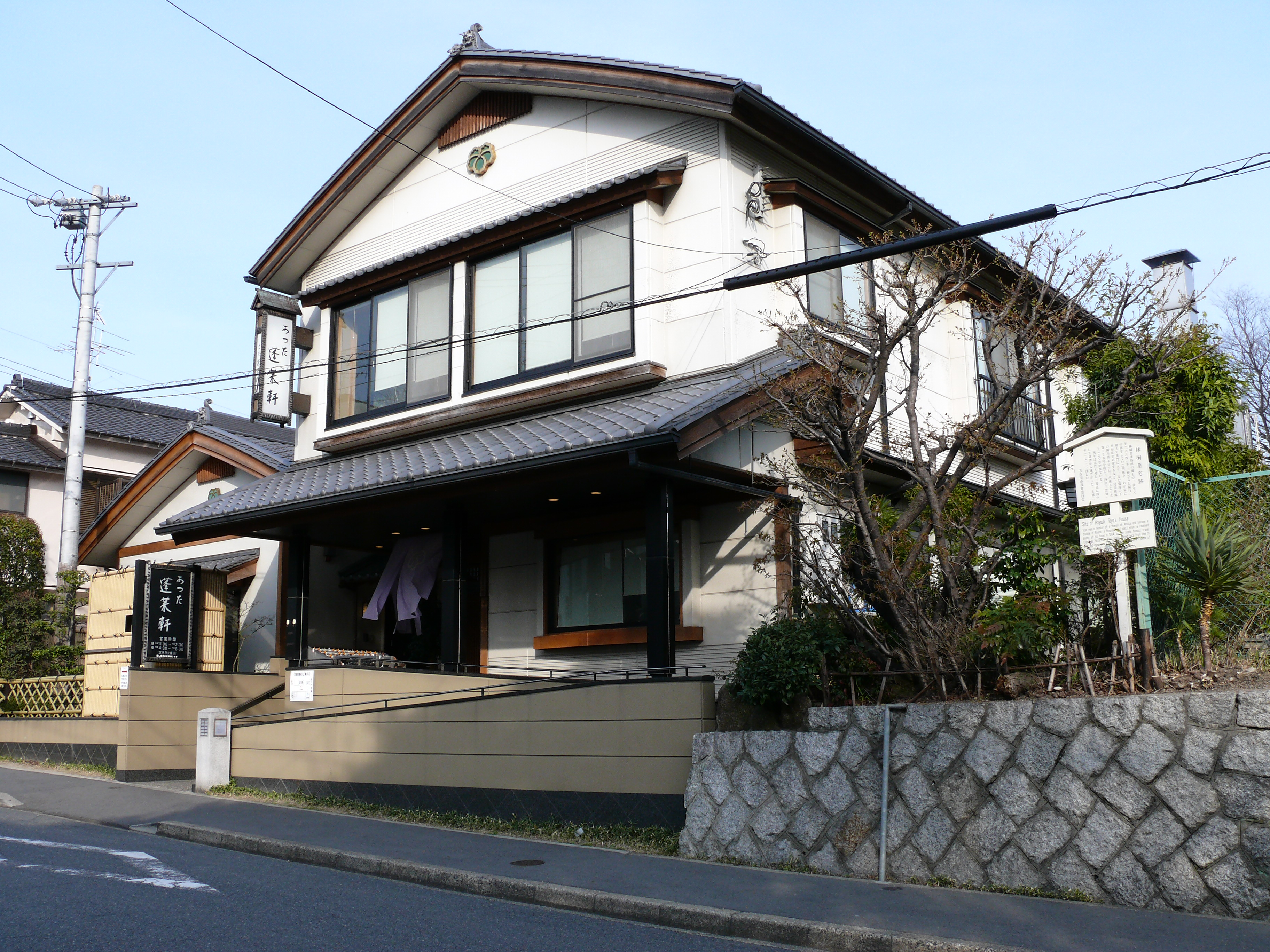
神宮店（2007年3月）

あつた蓬莱軒（あつたほうらいけん）は、愛知県名古屋市熱田区にある株式会社蓬萊軒が運営する飲食店。ひつまぶしの老舗として知られる。

## 概要

### 沿革
旧東海道の宿場町、宮宿の陣屋跡地に1873年（明治6年）創業。そのため本店は「陣屋本店」とも呼ばれる。2017年（平成29年）現在、本店を含めて名古屋市内に4店を擁する。
「蓬莱軒（蓬萊軒）」の名は、かつて熱田の地が「蓬莱」あるいは「蓬莱島」と呼ばれていた事にちなむ。当初は単なる料理店であったが、明治末期に現在のひつまぶしに相当する料理を出したところそれが客に好評を博し、以来ひつまぶしが看板料理となった。
なお「ひつまぶし」は、同店の登録商標である（昭和62年11月20日登録・第1996631号）。しかし、「『ひつまぶし』の平仮名文字を横書きしてなり、第43類『飲食物の提供』を指定役務として、平成17年12月27日に登録出願されたもの」については拒絶査定不服審判（不服2006-25186）の審決で拒絶されている。

### ひつまぶしの起源
鰻丼の出前で、空の丼を下げる帰途に割ってしまう事が頻繁にあったという。頭を悩ました当時の店主・甚三郎（2代目）が、女中頭の知恵を借りて、割れない木の器と数人分の鰻飯を入れた飯櫃で出前するスタイルに切り替えた。
しかし、ご飯の上に鰻を載せていると鰻ばかり先にとって、下のご飯が残り易くなってしまった。その解決策として鰻を細かく刻み、ご飯と混ぜるように変えたものが好評を博した。

## 店舗一覧
いずれも愛知県名古屋市内に所在。
- 本店 - 熱田区神戸町503番地[2]
- 神宮店・本社事務所 - 熱田区神宮二丁目10-26[2]
- 松坂屋店 - 中区栄三丁目16-1 松坂屋南館10階[2]
- 松坂屋地下店 - 中区栄三丁目16-1 松坂屋本館地下1階グルメワールド内（持ち帰りのみ）[2]